# WHITE FOX
株式会社WHITE FOX（ホワイトフォックス、英: WHITE FOX Co.,Ltd.）は、日本のアニメ制作会社。アルファポリスの完全子会社。

## 歴史
オー・エル・エムにて制作チームOLM TEAM IWASA（オーエルエム・チーム・イワサ）のプロデューサーだった岩佐岳が独立し、2006年に制作されたテレビアニメ『うたわれるもの』のメインスタッフらと共に2007年4月、東京都杉並区下井草に設立したアニメ制作スタジオである。
2010年1月7日にWHITE FOXが『刀語』の機密資料が流出したことを公表。1月4日未明に同社FTPサーバーに第三者によるクラッキング行為があり、内部資料となる絵コンテや脚本、キャラクターデザインなどがネット上に流出されたとされる。
2011年、新たに荻窪スタジオを新設。2016年には静岡県伊東市に伊豆高原スタジオを開設。
2016年、自社初のオリジナルアニメ『装神少女まとい』を制作。
2018年、アニメ『無職転生 〜異世界行ったら本気だす〜』の制作を開始するにあたり、アニメプロデュース会社のEGG FIRMと共同で、新たな制作会社スタジオバインドを設立。
2022年、本社を東京都杉並区天沼3丁目2番2号 荻窪勧業ビル4Fから同区上荻1丁目12番1号 荻窪ビル1Fへ移転。
2025年7月31日付でアルファポリスが全株式を取得し、同社の完全子会社となる。

## 作品履歴

### テレビアニメ
| 開始年 | 放送期間         | タイトル                                      | 監督              | シリーズ構成      | アニメーション プロデューサー | 原作             | 備考                     |
| ------ | ---------------- | --------------------------------------------- | ----------------- | ----------------- | ----------------------------- | ---------------- | ------------------------ |
| 2009年 | 4月 - 9月        | ティアーズ・トゥ・ティアラ                    | 小林智樹          | 待田堂子          | 岩佐がく                      | ゲーム           |                          |
| 2010年 | 1月 - 12月       | 刀語                                          | 元永慶太郎        | 上江洲誠          | 岩佐がく                      | 小説             |                          |
| 2011年 | 4月 - 9月        | STEINS;GATE                                   | 佐藤卓哉 浜崎博嗣 | 花田十輝          | 岩佐がく                      | ゲーム           |                          |
| 2012年 | 4月 - 6月        | ヨルムンガンド                                | 元永慶太郎        | 黒田洋介          | 吉川綱樹                      | 漫画             |                          |
| 2012年 | 10月 - 12月      | ヨルムンガンド PERFECT ORDER                  | 元永慶太郎        | 黒田洋介          | 吉川綱樹                      | 漫画             |                          |
| 2013年 | 4月 - 6月        | はたらく魔王さま！                            | 細田直人          | 横谷昌宏          | 吉川綱樹                      | 小説             |                          |
| 2014年 | 1月 - 3月        | そにアニ -SUPER SONICO THE ANIMATION-         | 川村賢一          | 黒田洋介          | 岩佐がく                      | メディアミックス |                          |
| 2014年 | 4月 - 6月        | ご注文はうさぎですか?                         | 橋本裕之          | ふでやすかずゆき  | 吉川綱樹                      | 漫画             |                          |
| 2014年 | 7月 - 12月       | アカメが斬る!                                 | 小林智樹          | 上江洲誠          | 吉川綱樹                      | 漫画             |                          |
| 2015年 | 10月 - 12月      | ご注文はうさぎですか??                        | 橋本裕之          | ふでやすかずゆき  | 小笠原宗紀                    | 漫画             | 共同制作：キネマシトラス |
| 2015年 | 10月 - 2016年3月 | うたわれるもの 偽りの仮面                     | 元永慶太郎        | 鴻野貴光          | 吉川綱樹                      | ゲーム           |                          |
| 2016年 | 4月 - 9月        | Re:ゼロから始める異世界生活                   | 横谷昌宏          | 渡邊政治          | 吉川綱樹                      | 小説             |                          |
| 2016年 | 10月 - 12月      | 装神少女まとい                                | 迫井政行          | 黒田洋介          | 吉川綱樹                      | オリジナル       |                          |
| 2017年 | 4月 - 6月        | ゼロから始める魔法の書                        | 平川哲生          | N/A               | 吉川綱樹                      | 小説             |                          |
| 2017年 | 10月 - 12月      | 少女終末旅行                                  | 尾崎隆晴          | 筆安一幸          | 吉川綱樹                      | 漫画             |                          |
| 2018年 | 4月 - 9月        | シュタインズ・ゲート ゼロ                     | 川村賢一          | 花田十輝          | 吉川綱樹                      | ゲーム           |                          |
| 2018年 | 10月 - 12月      | ゴブリンスレイヤー                            | 尾崎隆晴          | 倉田英之          | 吉川綱樹                      | 小説             |                          |
| 2019年 | 7月 - 10月       | ありふれた職業で世界最強                      | よしもときんじ    | 佐藤勝一 吉本欣司 | 平松巨規                      | 小説             | 共同制作：asread.        |
| 2019年 | 10月 - 12月      | 慎重勇者〜この勇者が俺TUEEEくせに慎重すぎる〜 | 迫井政行          | 猪原健太          | 吉川綱樹                      | 小説             |                          |
| 2020年 | 7月 - 9月        | Re:ゼロから始める異世界生活 2nd season        | 渡邊政治          | 横谷昌宏          | 吉川綱樹                      | 小説             | 前半クール               |
| 2021年 | 1月 - 3月        | Re:ゼロから始める異世界生活 2nd season        | 渡邊政治          | 横谷昌宏          | 吉川綱樹                      | 小説             | 後半クール               |
| 2022年 | 7月 - 12月       | うたわれるもの 二人の白皇                     | 川村賢一          | 横山いつき        | 加藤晋一朗                    | ゲーム           |                          |
| 2024年 | 1月 - 4月        | 戦国妖狐                                      | 相澤伽月          | 花田十輝          | 加藤晋一朗                    | 漫画             | 第一部                   |
| 2024年 | 7月 - 12月       | 戦国妖狐                                      | 相澤伽月          | 花田十輝          | 加藤晋一朗                    | 漫画             | 第二部                   |
| 2024年 | 10月 - 11月      | Re:ゼロから始める異世界生活 3rd season        | 篠原正寛          | 横谷昌宏          | 加藤晋一朗                    | 小説             | 襲撃編                   |
| 2025年 | 2月 - 3月        | Re:ゼロから始める異世界生活 3rd season        | 篠原正寛          | 横谷昌宏          | 加藤晋一朗                    | 小説             | 反撃編                   |
| 2025年 | 7月 -            | ブサメンガチファイター                        | 曽根利幸          | 猪原健太          | 未公表                        | 小説 漫画        |                          |
| 2026年 | 未公表           | Re:ゼロから始める異世界生活 4th season        | 篠原正寛          | 横谷昌宏          | 未公表                        | 小説             |                          |

### 劇場アニメ
| 公開年 | 公開日   | タイトル                                  | 監督                                   | 脚本     | アニメーション プロデューサー | 原作   |
| ------ | -------- | ----------------------------------------- | -------------------------------------- | -------- | ----------------------------- | ------ |
| 2013年 | 4月20日  | 劇場版 STEINS;GATE 負荷領域のデジャヴ     | 佐藤卓哉（総） 浜崎博嗣（総） 若林漢二 | 花田十輝 | 吉川綱樹                      | ゲーム |
| 2018年 | 6月2日   | PEACE MAKER 鐵 前篇『想道〜オモウミチ〜』 | きみやしげる                           | 梅原英司 | 岩佐岳 吉川綱樹               | 漫画   |
| 2018年 | 11月17日 | PEACE MAKER 鐵 後篇『友命〜ユウメイ〜』   | きみやしげる                           | 梅原英司 | 岩佐岳 吉川綱樹               | 漫画   |

### OVA
| 発売年 | タイトル                                | 監督     | アニメーション プロデューサー | 原作 |
| ------ | --------------------------------------- | -------- | ----------------------------- | ---- |
| 2018年 | Re:ゼロから始める異世界生活 Memory Snow | 渡邊政治 | 吉川綱樹                      | 小説 |
| 2019年 | Re:ゼロから始める異世界生活 氷結の絆    | 渡邊政治 | 吉川綱樹                      | 小説 |
| 2020年 | ゴブリンスレイヤー -GOBLIN'S CROWN-     | 尾崎隆晴 | 吉川綱樹                      | 小説 |

### ゲーム
| 発売年 | 発売日  | タイトル                  | 備考                                 |
| ------ | ------- | ------------------------- | ------------------------------------ |
| 2011年 | 6月24日 | Rewrite                   | 2ndオープニングアニメーション制作    |
| 2015年 | 9月24日 | うたわれるもの 偽りの仮面 | オープニングアニメーション制作、発売 |
| 2016年 | 9月21日 | うたわれるもの 二人の白皇 | オープニングアニメーション制作、発売 |

### 制作協力
| 年     | タイトル                           | 制作元請                   |
| ------ | ---------------------------------- | -------------------------- |
| 2010年 | 荒川アンダー ザ ブリッジ×2         | シャフト                   |
| 2011年 | アイドルマスター                   | A-1 Pictures               |
| 2014年 | 憑物語                             | シャフト                   |
| 2015年 | 銀魂゜                             | バンダイナムコピクチャーズ |
| 2015年 | ミカグラ学園組曲                   | 動画工房                   |
| 2019年 | アサシンズプライド                 | EMTスクエアード            |
| 2021年 | ウマ娘 プリティーダービー Season 2 | スタジオKAI                |
| 2021年 | はたらく細胞BLACK                  | ライデンフィルム           |
| 2021年 | シン・エヴァンゲリオン劇場版𝄇      | カラー                     |
| 2021年 | ひげを剃る。そして女子高生を拾う。 | project No.9               |

### その他
| 年     | タイトル                                |
| ------ | --------------------------------------- |
| 2013年 | JAXA DPRスペシャルムービー              |
| 2017年 | さくらインターネット 20周年記念ムービー |

## 関連人物

### アニメーター・演出家
- 中田正彦
- 中村和久
- 永吉隆志
- おざわかずひろ

- 木宮亮介
- 岩田景子
- 兵渡勝
- 土屋浩幸

### 制作
- 岩佐岳（代表取締役）
- 清水航（制作デスク）

### その他
- コレサワシゲユキ（デザインワークス）

### 出身者
- 吉川綱樹（プロデューサー、Atelier Pontdarc代表）
- 天衝（プロデューサー、バイブリーアニメーションスタジオ代表）
- 應地一晃（プロデューサー、ROLL2代表）
- 土田大亮（プロデューサー、ライデンフィルム所属)
- 三ツ橋寛（プロデューサー、エニシヤ所属)
- 佐藤悠平（プロデューサー、ジェノスタジオ所属)
- 阿部良祐（プロデューサー、アルケ所属)
- 武藤伸和（プロデューサー、アルケ所属)
- 田中聖也（制作デスク、ジェノスタジオ所属)
- 江口大輔（演出）
- 川越崇弘（演出）
- 大和田彩乃（アニメーター、スタジオあなろぐ所属）
- 川田剛（アニメーター）
- 青木悠（アニメーター）
- 高嶋宏之（アニメーター）
- 渡辺舞（アニメーター、ROLL2所属）
- 井川典恵（アニメーター）
- 渡邉八恵子（アニメーター、ufotable所属）